# Institute for Humanist Studies

L'Humain Heureux, symbole de l'IHS

Cet article possède un paronyme, voir Institute for Humane Studies.
L'Institute for Humanist Studies (IHS) est un think tank située à Washington, aux États-Unis d'Amérique, dont l'objectif est de fournir de l'information et des ressources pour promouvoir l'humanisme et plus précisément des solutions humanistes aux problématiques socio-politiques, culturelles et économiques. 
L'IHS, proche de l'American Humanist Association et de l'International Humanist and Ethical Union décrit sa vision humaniste du monde comme « la philosophie progressive de vie qui, sans théisme ou autres croyances surnaturelles, affirme notre capacité et notre responsabilité à mener des vies éthiques pour permettre l'accomplissement personnel et le développement d'une humanité meilleure ».
L'IHS a été créé en 2009 et son symbole officiel est l'Humain Heureux. Warren Wolf est l'actuel président de l'IHS Board of Directors.  Anthony B. Pinn est l'actuel directeur de recherches.